# Fatoumata Diawara
Fatoumata Diawara (Costa de Marfil, 1982) es una artista polifacética maliense residente en Francia. Es actriz, bailarina, compositora y cantante. Fusiona el folk Wassoulou con funk jazz y soul. Ha colaborado con varios artistas, como los malienses Oumou Sangaré, Toumani Diabaté o el dúo Amadou & Mariam, el etíope Mulatu Astatke, los estadounidenses Bobby Womack y Herbie Hancock, en su álbum The Imagine Project, ganador de un premio Grammy en 2011, el francés Matthieu Chedid, el británico Paul McCartney o el cubano Roberto Fonseca, así como también con la banda británica de rock alternativo Gorillaz con el sencillo Désolé. Canta en idioma bambara. Es la primera mujer en tocar la guitarra eléctrica en solitario en Malí.

## Trayectoria
Nació en Costa de Marfil, pero a los diez años, sus padres la enviaron a Bamako a vivir con una tía que era actriz. Así entró en contacto con el mundo de la interpretación.
Su primer papel como actriz lo tuvo en la película Taafé Fanga, dirigida por el  maliense Adama Drabo, que narra la toma de posesión de las mujeres en un pueblo dogón. En 1999, se estrenó la película Génesis, dirigida por Cheick Oumar Sissoko, en la que Diawara interpretó el papel protagonista femenino. En París, actuó en el Théâtre des Bouffes du Nord de París, con una adaptación de Antígona dirigida por Sotigui Kouyaté. Fue contratada por la compañía teatral Royal de Luxe para Petits contes chinois revus et corrigés par les nègres y otros montajes y con la que estuvo girando durante seis años por todo el mundo. Solía cantar entre bambalinas hasta que el director le propuso hacerlo ante el público y comenzó a dedicarse a la música y a actuar en salas de la ciudad. El productor y músico maliense Cheikh Tidiane Seck se dio cuenta pronto del gran potencial de Diawara.
En 2001, interpretó en el cine a Sia, una figura femenina legendaria de África Occidental en Sia: le rêve du python, de Dani Kouyaté, película que obtuvo seis premios en el Festival Panafricano de Cine y Televisión de Uagadugú (FESPACO).
Como cantante, realizó colaboraciones con varios artistas como Oumou Sangaré, Dee Dee Bridgewater, Herbie Hancock, Cheikh Lô. Participó en el célebre álbum realizado en colaboración entre músicos malienses y cubanos, Afrocubism (2010). Ya en solitario, alcanzó fama internacional con su primer disco Fatou (2011), grabado con el sello discográfico británico de música del mundo World Circuit con el que también han grabado Ali Farka Touré y Oumou Sangaré.
Su estilo musical fusiona el folk de la tradición wassoulou del sur de Mali con estilos contemporáneos como blues, soul, jazz o funk.
En 2012, participó junto a Emmylou Harris, Rokia Traoré, Oumou Sangare, Norah Jones, Sheryl Crow, Angelique Kidjo, Alicia Keys y otras en el proyecto 30 canciones / 30 días, en el que músicos de todo el mundo se unieron para apoyar el movimiento Half the Sky, gracias al que fue posible descargar una canción al día durante el mes de septiembre para apoyar el estreno del documental Half the Sky: Turning Oppression into Opportunity for Women Worldwide (La mitad del cielo: convertir la opresión en oportunidad para las mujeres de todo el mundo) inspirado en el libro de Nicholas Kristof y Sheryl WuDunn. También participó en el proyecto de Damon Albarn, África Express, en el que compartió escenario con Paul McCartney. Ha participado en grandes festivales como el de Glastonbury de 2013, el Festival Sur le Niger 2015 en Segú o el Rototom Sunsplash en 2022. Ha realizado giras por todo el mundo. Uno de sus viajes a Estados Unidos fue en septiembre de 2013 para actuar en Nueva York junto a The Roots en la ceremonia de entrega de los Clinton Global Citizen Awards, que se conceden a personas capaces de inspirar a la ciudadanía a pasar a la acción para ser verdaderos ciudadanos globales. En 2014, comenzó una serie de colaboraciones, tanto sobre los escenarios como en los estudios de grabación con el pianista cubano Roberto Fonseca.
Diawara hace activismo a través de su música con canciones como Mali-Ko, que lanzó en 2013 a raíz de la prohibición de la música y de los músicos impuesta por los radicales islamistas tras tomar el control del norte de Mali en 2012. Según ella misma, sin la música Malí ya no sería Malí. Para presentarla al público reunió a cerca de cuarenta artistas como los malienses Amadou & Mariam, Oumou Sangaré, Bassekou Kouyaté, Toumani Diabaté, Amanar, Afel Boukoum o el marfileño Tiken Jah Fakoly. La canción se convirtió en un himno para la paz que se distribuyó de forma gratuita a través de todos los medios malienses. La canción Boloko, de su álbum Fenfo (2018) es un alegato contra la mutilación genital femenina. En Kokoro del mismo disco, muestra su lucha a favor de la identidad afro e invita a las jóvenes africanas a ser ellas mismas y evitar la tradición de la despigmentación. También habla de la migración en canciones como Clandestine de su primer disco Fatou donde reflexiona sobre el error de creer que salir del país hace que África se desarrolle y que considera que es necesario que la juventud se quede para luchar por una África nueva o en Nterini del álbum Fenfo. Denuncia el tráfico y venta de migrantes negros en los mercados de esclavos libios en la canción Djonya, en la que expone que todos pertenecemos a la misma raza humana independientemente de cuál sea nuestro color, etnia o religión.
En 2020, colaboró en el sencillo Désolé de Gorillaz, que posteriormente apareció en su álbum Song Machine, Season One: Strange Timez.
En 2022, estrenó el álbum Maliba, banda sonora de una presentación en línea de los manuscritos de Tombuctú en la plataforma cultural Google Arts and Culture que cuenta la historia de su conservación, conocida con el nombre Mali Magic.

## Reconocimientos
- En 2013, por su implicación en la promoción de los derechos de las mujeres, obtuvo el galardón Science for Peace de la Fundación Umberto Varonesi de Milán, con el que se premia el compromiso con la paz de artistas reconocidos como Daniel Baremboim.[6]
- En 2019, el álbum Fenfo estuvo nominado a Mejor Disco World Music de los Premios Grammy[36] y a los Victoires de la musique.[37]
- En 2019, Ultimatum del dúo británico Disclosure fue nominado en la categoría de Mejor Disco Dance del Año de los Premios Grammy. El tema está basado en un sample de Diawara, que además, participó en su grabación.[36]

## Filmografía
- 1996: Taafe Fanga de Adama Drabo.
- 1999: La Genèse de Cheick Oumar Sissoko: Dina.
- 2001: Sia, le rêve du python de Dani Kouyaté: Sia.
- 2008: Il va pleuvoir sur Conakry, de Cheick Fantamady Camara: Siré.
- 2010: Encourage, de Eleonora Campanella.
- 2010: Ni brune ni blonde, de Abderrahmane Sissako.
- 2011: Les Contes de la nuit, de Michel Ocelot (voz).
- 2013: The Africa Express, de Renaud Barret y Florent de La Tulle: ella misma.
- 2014: Timbuktu, de Abderrahmane Sissako: la cantante.
- 2015: Morbayassa, de Cheik Fantamady Camara: Bella.
- 2016: Mali Blues, de Lutz Gregor: ella misma.
- 2019: Yao, de Philippe Godeau: Gloria.

## Teatro
- 1998: Antígona de Sófocles. Adaptación de Jean-Louis Sagot Duvauroux, producido por Sotiguy Kouyaté.
- 2002 -2008: Royal de Luxe. Creador Jean-Luc Courcoult.
- 2007-2008: Kirikou et Karaba: Karaba.
- 2022: Le Vol de Boli (ópera).

## Discografía
- 2011: Kanou (World Circuit - EP).
- 2011: Fatou (World Circuit - LP).
- 2013: Festival Muzik'elles.
- 2015: At Home (Live in Marciac) junto con Roberto Fonseca (Jazz Village).
- 2018: Fenfo (Wagram Music).
- 2022: Maliba (Wagram Music).
- 2023: London Ko (Wagram Music).

### Colaboraciones
- 2009: álbum Léman de Blick Bassy.
- 2010: coautoría y colaboración en el álbum Debademba de Debademba.
- 2010: álbum The Imagine Project de Herbie Hancock.
- 2010: álbum Jamm de Cheikh Lô.
- 2010: canción N'fletoun, álbum Djekpa La You de Dobet Gnahoré.
- 2011: canción C'est lui ou c'est moi, álbum Cotonou Club de Orchestre Poly-Rythmo de Cotonú.
- 2012: canción Bibissa, álbum Yo de Roberto Fonseca.
- 2012: tres temas del LP Rocket Juice and the Moon de Honest Jon's.
- 2012: canción Nothin' Can Save Ya del álbum The Bravest Man In The Universe de Bobby Womack.
- 2013: canción Surma, álbum Sketches from Ethiopia de Mulatu Astatke.
- 2014: coautoría y colaboración en la canción Timbuktu Fasso, de la banda sonora de Amine Bouhafa parala película Timbuktu.
- 2014: canción It's all coming together de Walter Hus de la banda sonora de la película N - The Madness of Reason de Peter Krüger.
- 2017: disco Lamomali de Mathieu Chedid (Wagram Music).
- 2018: canción Ultimatum de Disclosure.
- 2019: canción Cameroon de Bonaparte.
- 2020: canción Désolé de Gorillaz (Episode Two).
- 2020: canción Douha (Mali Mali), álbum ENERGY de Disclosure.
- 2022: canción Tama con Barbara Pravi.